# 9796 Robotti
9796 Robotti este o planetă minoră (asteroid), cu un diametru de 5,849 km, din centura de asteroizi. A fost descoperită pe 19 aprilie 1996 la osservatorio astronomico di Sormano⁠(d) de Francesco Manca⁠(d) și a fost numită după Aurelio Robotti⁠(d). 
Obiectul prezintă o orbită caracterizată de o semiaxă mare de 2,5679125 UAi, o excentricitate de 0,04, o înclinație de 15,05354 ° în raport cu ecliptica.